# Claire de La Rüe du Can
Claire de La Rüe du Can est une actrice française née le 15 novembre 1990 à Châlons-en-Champagne.

## Biographie
Claire de La Rüe du Can grandit à Toul jusqu'à l'âge de 12 ans, puis à Tours. Élève au collège Rabelais, elle choisit l'option théâtre. Elle passe pourtant un bac scientifique au lycée Balzac, puis s'inscrit en licence d'histoire de l’art à l’Université de Tours. En 2008, elle intègre le Conservatoire régional d’art dramatique de Tours, où elle a Christine Joly et Philippe Lebas comme professeurs. En 2010, elle réussit le concours de l'École supérieure d’art dramatique du Théâtre national de Strasbourg.

### Carrière
En 2011, Claire de La Rüe du Can joue dans un court métrage et remporte le Prix d’interprétation féminine au Festival de Nice.
Avant même la fin de sa scolarité, Claire de La Rüe du Can est engagée à la Comédie-Française, en 2013. Elle enchaine les productions de la Compagnie, à raison de 3 par an, dans les registres tragiques (Psychè, Phèdre) ou comique (Le malade imaginaire, Un fil à la patte). À l'écran, elle joue sous la direction de Philippe Lefebvre, (2024), Jeanne Herry (2023), Nadir Moknèche (2017), Vincent Macaigne (2016).

### Vie privée
En 2021, elle donne naissance à un fils.

## Théâtre
Sauf indication contraire ou complémentaire, les informations mentionnées dans cette section peuvent être confirmées par la base de données Les Archives du spectacle.
- 2025 : La Souricière d'Agatha Christie, mise en scène Lilo Baur, Théâtre du Vieux-Colombier
- 2024 : Six Personnages en quête d'auteur de Luigi Pirandello, mise en scène Marina Hands, Théâtre du Vieux-Colombier
- 2023 : La Ballade de Souchon. Mise en scène : Françoise Gillard
- 2023 : La Puce à l'oreille, de Georges Feydeau. Mise en scène : Lilo Baur
- 2022 : Gabriel, de George Sand. Mise en scène : Laurent Delvert. Vieux Colombier
- 2022 : Les Précieuses ridicules, de Molière. Mise en scène : Stéphane Varupenne
- 2022 : Le Misanthrope, de Molière. Mise en scène : Clément Hervieu-Léger
- 2022 : La Cerisaie, d’Anton Tchekhov. Mise en scène : Clément Hervieu-Léger
- 2022 : Hors la loi, de Pauline Bureau. Mise en scène : Pauline Bureau
- 2020 : Forums, de Maël Piriou, Patrick Goujon et Hélène Grémillon. Mise en scène : Jeanne Herry. Théâtre du Vieux-Colombier
- 2019 : La Petite Sirène. Studio-Théâtre
- 2019 : L'Heureux Stratagème. Théâtre du Vieux-Colombier
- 2019 : Jules César, d'après William Shakespeare. Mise en scène : Rodolphe Dana
- 2019 : Hors la loi, de Pauline Bureau. Mise en scène : Pauline Bureau
- 2019 : Jules César, de Shakespeare. Mise en scène : Rodolphe Dana. Théâtre du Vieux-Colombier
- 2018 : Les Ondes magnétiques, de David Lescot. Mise en scène : David Lescot
- 2018 : L'Heureux Stratagème de Marivaux. Mise en scène : Emmanuel Daumas
- 2018 : La Petite Sirène d’après Andersen. Mise en scène : Géraldine Martineau
- 2017 : Lucrèce Borgia, de Victor Hugo. Mise en scène : Denis Podalydès (reprise, Comédie-Française & Pathé Live)
- 2017 : Cyrano de Bergerac, d’Edmond Rostand. Mise en scène : Denis Podalydès (Comédie-Française & Pathé Live)
- 2017 : L'Hôtel du libre-échange, de Feydeau. Mise en scène : Isabelle Nanty
- 2017 : Les Fourberies de Scapin, de Molière. Mise en scène : Denis Podalydès
- 2017 : La Règle du jeu, d'après Jean Renoir. Mise en scène : Christiane Jatahy
- 2016 : Le Petit-maitre corrigé, de Marivaux. Rôle : Hortense. Mise en scène : Clément Hervieu-Léger
- 2015 : Père, de Strindberg. Rôle : Bertha. Mise en scène : Arnaud Desplechin
- 2015 : La Maison de Bernarda Alba, de Federico García Lorca. Rôle : Amelia. Mise en scène : Lilo Baur
- 2015 : La Jalousie du barbouillé, de Molière. Mise en scène : Hervé Pierre
- 2015 : Un fil à la patte, de Feydeau. Rôle : Viviane. Mise en scène : Jérôme Deschamps
- 2015 : L’Autre, spectacle chorégraphique avec Françoise Gillard. Mise en scène : Claire Richard
- 2014 : Phèdre, de Jean Racine. Rôle : Ismène. Mise en scène : Michael Marmarinos
- 2014 : Le Malade imaginaire, de Molière. Rôle : Angélique. Mise en scène : Claude Stratz
- 2014 : George Dandin, de Molière. Rôle : Angélique. Mise en scène : Hervé Pierre
- 2013 : Psyché, de Molière. Rôle : Ægiale. Mise en scène : Véronique Vella

## Filmographie
Sauf indication contraire, les informations mentionnées dans cette section peuvent être confirmées par les bases de données cinématographiques IMDb et Allociné,  présentes dans la section « Liens externes ».
- 2023 : L'Enchanteur, de Philippe Lefebvre (téléfilm). Rôle : Adèle
- 2023 : Je verrai toujours vos visages, de Jeanne Herry. Rôle : La femme au spip
- 2017 : Lola Pater, de Nadir Moknèche
- 2016 : Dom Juan & Sganarelle, de Vincent Macaigne. Rôle : Mathurine (long métrage, collection « La Comédie-Française fait son cinéma » coproduite par ARTE)
- 2014 : Aujourd’hui, d’Anne-Sophie Rouvillois (court-métrage)
- 2011 : Tania, de Giovanni Sportiello (court métrage). Prix qualité du Centre national du cinéma et de l’image animée. Prix d’interprétation féminine au Festival de Nice

## Doublage
- 2020 : Petit Vampire de Joann Sfar : Michel
- 2022 : Le Pharaon, le Sauvage et la Princesse de Michel Ocelot : Nasalsa et la Princesse des roses

## Distinctions
- 2011 : Prix d’interprétation féminine au Festival de Nice (pour le rôle dans Tania)